# Doberschütz
Doberschütz  est une commune rurale de Saxe (Allemagne), située dans l'arrondissement de Saxe-du-Nord, dans le district de Leipzig. Elle comprend les villages suivants : Doberschütz, Battaune, Mölbitz, Mörtitz, Paschwitz, Rote Jahne, Sprotta, Sprotta-Siedlung, Wöllnau.
Sa population, en constante diminution, s'élève à un peu plus de 4 000 habitants.

## Histoire
Le village de Doberschütz a été mentionné pour la première fois par écrit en 1314, et celui de Battaune en l'an mil. La toponymie témoigne d'un ancien peuplement slave. L'église de Battaune d'architecture gothique possède des fresques murales remarquables. On trouve un moulin à vent pittoresque à Doberschütz.